# Джеймс Коллінз (футболіст, 1983)
Джеймс Майкл Коллінз (англ. James Michael Collins; нар. 23 серпня 1983, Ньюпорт) — валлійський футболіст, центральний захисник. Виступав за збірну Уельсу.